# Wells Fargo Open 1981
Wells Fargo Open 1981 — жіночий тенісний турнір, що проходив на відкритих кортах з твердим покриттям Rancho Bernardo Inn у Сан-Дієго (США). Належав до Toyota Series в рамках Туру WTA 1981. Турнір відбувся вчетверте і тривав з 27 липня до 2 серпня 1981 року. Перша сіяна Трейсі Остін здобула титул в одиночному розряді, свій третій підряд на цьому турнірі, й отримала за це 22 тис. доларів США.

## Фінальна частина

### Одиночний розряд
Трейсі Остін —  Пем Шрайвер 6–2, 5–7, 6–2
- Для Остін це був 3-й титул в одиночному розряді за сезон і 24-й — за кар'єру.

### Парний розряд
Кеті Джордан /  Кенді Рейнолдс —  Розмарі Казалс /  Пем Шрайвер 6–1, 2–6, 6–4

## Розподіл призових грошей
| Дисципліна       | П       | F       | ПФ     | ЧФ     | 1/8    | 1/16 |
| Одиночний розряд | $22,000 | $11,000 | $5,875 | $2,800 | $1,500 | $750 |